# Albuquerque Thunderbirds 2006-2007
La stagione 2006-07 degli Albuquerque Thunderbirds fu la 6ª nella NBA D-League per la franchigia.
Gli Albuquerque Thunderbirds arrivarono terzi nella Western Division con un record di 24-26. Nei play-off persero la semifinale con i Colorado 14ers (1-0).

## Roster
| N° | Naz.                   | Ruolo | Sportivo            | Anno | Alt. | Peso |
| -- | ---------------------- | ----- | ------------------- | ---- | ---- | ---- |
| 0  | Stati Uniti (bandiera) | G     | Tony Bland          | 1980 | 196  | 91   |
| 4  | Stati Uniti (bandiera) | GA    | Joe Shipp           | 1981 | 196  | 100  |
| 5  | Stati Uniti (bandiera) | G     | Troy Bell           | 1980 | 185  | 82   |
| 5  | Stati Uniti (bandiera) | A     | Duane Erwin         | 1982 | 206  | 113  |
| 6  | Stati Uniti (bandiera) | G     | Cedric Bozeman      | 1983 | 198  | 94   |
| 6  | Stati Uniti (bandiera) | G     | Shannon Brown       | 1985 | 193  | 93   |
| 7  | Stati Uniti (bandiera) | A     | T.J. Cummings       | 1981 | 208  | 101  |
| 7  | Stati Uniti (bandiera) | G     | Chris Rodgers       | 1984 | 193  | 93   |
| 9  | Stati Uniti (bandiera) | C     | John Edwards        | 1981 | 213  | 125  |
| 11 | Grecia (bandiera)      | C     | Andreas Glyniadakīs | 1981 | 216  | 127  |
| 12 | Stati Uniti (bandiera) | GA    | Dijon Thompson      | 1983 | 201  | 88   |
| 13 | Stati Uniti (bandiera) | A     | Brandon Robinson    | 1981 | 203  | 98   |
| 15 | Stati Uniti (bandiera) | A     | Jamaal Thomas       | 1980 | 203  | 86   |
| 21 | Stati Uniti (bandiera) | AC    | Marcus Douthit      | 1980 | 211  | 106  |
| 22 | Stati Uniti (bandiera) | A     | Mo Charlo           | 1983 | 201  | 95   |
| 24 | Stati Uniti (bandiera) | G     | Julius Hodge        | 1983 | 201  | 95   |
| 27 | Stati Uniti (bandiera) | AC    | Dwayne Jones        | 1983 | 211  | 113  |
| 32 | Stati Uniti (bandiera) | G     | Chris Shumate       | 1981 | 198  | 93   |
| 33 | Stati Uniti (bandiera) | AC    | Eddy Fobbs          | 1980 | 211  | 109  |
| 42 | Stati Uniti (bandiera) | C     | Greg Clausen        | 1979 | 211  | 118  |
| 45 | Stati Uniti (bandiera) | G     | Steven Barber       | 1980 | 178  | 73   |
| 50 | Porto Rico (bandiera)  | C     | Manuel Narváez      | 1981 | 208  | 109  |
| 50 | Stati Uniti (bandiera) | C     | Wesley Wilson       | 1980 | 211  | 107  |

## Staff tecnico
- Allenatore: Michael Cooper
- Vice-allenatore: Joe Harge
- Preparatore atletico: Michael Douglas